# Hinojosa del Duque
Hinojosa del Duque è un comune spagnolo di 7 813 abitanti situato nella comunità autonoma dell'Andalusia, nella provincia di Cordova. Fa parte della comarca di Los Pedroches.